# Patrik Sandin
Patrik Sandin, född 30 mars 1979, är en svensk klassisk sångare (baryton), organist och dirigent.
Sandin är utbildad vid Kungliga Musikhögskolan i Stockholm och har avlagt organist- och sångpedagogexamen. Han har också studerat för David Harper i London. Sandin framträder regelbundet med lied- och konsertrepertoar i Sverige och utomlands. Han var tidigare medlem i Radiokören vid Sveriges Radio. Som dirigent ses han ofta i gangrebreda projekt och samarbetar återkommande med artister som Lill Lindfors, Lisa Nilsson och Tommy Körberg. Han har gjort inspelningar för radio och tv och är grundare och ägare av skivbolaget Ictus Musikproduktion. 2019 var han tillsammans med The Nordic Baroque band Grammisnominerad för årets klassiska CD. Patrik är även konstnärlig ledare för konsertverksamheten vid Ersta diakoni i Stockholm.

## Diskografi
- 2007 – Vinterfantasi (sångare)[5]
- 2008 – Dichterliebe and other selected songs (sångare)[6]
- 2008 – Mysterium (pianist)[7]
- 2009 - Hosianna, adventsmusik från Oscarskyrkan (sångare)
- 2011 – Jubilate (sångare)[8]
- 2011 – Det handlar om barn (organist)[9]
- 2015 - Lukaspassionen, Rolf Martinsson (sångare) [10]
- 2016 - Johannespassionen, Fredrik Sixten (sångare) [11]
- 2018 - The Nordic Baroque Band, Patrik Sandin (sångare) (Grammisnominerad)[12]
- 2020 - Loven nu Herren, Gustaf Sjökvists kammarkör, Patrik Sandin (dirigent)
- 2022- Strövtåg, Anita Wall, läsning, Patrik Sandin (baryton) Stefan Therstam, orgel